# UFC Fight Night: Lineker vs. Dodson
UFC Fight Night: Lineker vs. Dodson var en MMA-gala som arrangerades av Ultimate Fighting Championship och ägde rum 1 oktober 2016 i Portland i USA. 

## Resultat
1. ↑  Catchweight 136,5 lbs.'"`UNIQ--ref-00000004-QINU`"'
2. ↑  Catchweight 161,5 lbs.'"`UNIQ--ref-00000006-QINU`"'
3. ↑  Catchweight 148,5 lbs.'"`UNIQ--ref-00000008-QINU`"'